# Richard Farley
Richard Wade Farley (ur. 25 lipca 1948 w San Antonio) – amerykański masowy morderca. Były pracownik Electromagnetic Systems Labs (ESL) w Sunnyvale, w stanie Kalifornia, który przez cztery lata, począwszy od 1984 roku nachodził i prześladował swoją koleżankę z pracy Laurę Black.
Farley otrzymał tymczasowy zakaz zbliżania się do Black od sądu, który miał wejść w życie przeciwko niemu 2 lutego 1988 roku. Wyrok miał uprawomocnić się 17 lutego 1988 roku. 16 lutego 1988, dzień przed uprawomocnieniem się wyroku, Farley w siedzibie firmy zastrzelił siedmiu ludzi a ranił cztery inne (w tym Black). Został skazany na śmierć za siedem morderstw pierwszego stopnia i aktualnie przebywa w celi śmierci Więzienia Stanowego San Quentin, gdzie oczekuje na wykonanie wyroku.

## Wczesne życie
Farley urodził się 25 lipca 1948 roku w San Antonio w stanie Teksas, miał pięcioro młodszego rodzeństwa. Ojciec był wojskowym, więc rodzina często się przeprowadzała, by ostatecznie osiąść w stanie Kalifornia. W 1966 roku Farley ukończył szkołę średnią i zaczął uczęszczać do koledżu Santa Rosa Junior College. W 1967 roku wstąpił do marynarki wojennej United States Navy gdzie pozostał przez 10 następnych lat. Po jego zwolnieniu z wojska w 1977 roku, zatrudnił się w firmie technologiczno-informatycznej ESL Inc. w Sunnyvale.

## Stalkowanie Black
W kwietniu 1984 roku 35-letni wówczas Farley zapoznał w firmie nowo zatrudnioną tam 22-letnią Laurę Black. Podobno, według własnych słów, natychmiast zauroczył się nią i się w niej zakochał. W następnych dniach i tygodniach zostawiał na jej biurku w pracy prezenty, wykonane przez siebie wypieki i ciasta, a także wiele razy prosił ją, by zwróciła na niego uwagę i poszła z nim na randkę. Black jednakże odrzucała jego prośby, mówiąc Farleyowi, że nie łączy ich nic poza relacją koleżeńską w miejscu pracy; w późniejszym wywiadzie mówiła, że starała się ignorować jego coraz bardziej nachalne narzucanie się, ale ono stawało się nie do wytrzymania. W końcu jej kolega z pracy zaczął ją nachodzić nawet na zajęciach aerobiku i podglądać jak ćwiczy. Uzyskał też adres Black i numer jej telefonu za pośrednictwem jednego z wydziałów ESL, w którym gromadzono dane pracowników w celach łatwiejszego ich rozpoznania; Farley podszył się pod osobę uprawnioną by posiadać te dane, i je zyskał. Zaczął nachodzić ją w jej miejscu zamieszkania, fotografować, nawet włamywać się do jej biura w firmie ESL. Wysyłał jej też spreparowane zdjęcia, które składały się z fotografii jego i jej, tak przerobione, by wyglądali na parę.
Farley wysyłał jej co najmniej 2 listy lub przesyłki tygodniowo. Łącznie przez całe lata gdy stalkował Black, wysłał jej ok. 200 takich przesyłek. W końcu Laura usiłowała częściej zmieniać miejsca zamieszkania, by mający obsesję na jej punkcie znajomy nie mógł jej odnaleźć, ale ten był w stanie to zrobić za każdym razem. W listach i przesyłkach, które jej wysyłał, jak i w jego ustnych oświadczeniach była obsesyjna i nieustępliwa chęć bycia razem z nią.
Pod koniec 1985 roku Laura zwróciła się z prośbą o pomoc do zarządu firmy ESL ze skargą na Richarda. Farley, w odpowiedzi dla wydziału zarządu ds. pracowników, powiedział o tym, że pracowniczka, którą kocha, nie chce być razem z nim i dlatego ją stalkuje; zalecono mu uczęszczanie na terapię psychologiczną i powiedziano, by spróbował pogodzić się z tym, że został odrzucony. Przyszły zamachowiec co prawda uczęszczał na tę terapię, ale dalej stalkował Laurę i – co więcej – zaczął grozić też innym pracownikom. W maju 1986 roku został zwolniony z ESL z powodu słabego skoncentrowania na pracy i jego coraz mocniej niepokojącego zachowania; zatrudnił się w konkurencyjnej firmie – Covalent Systems Corporation.

## Masakra w ESL, 16 lutego 1988
Black w końcu wystąpiła z wnioskiem o uzyskanie zakazu zbliżania się do niej przez Farleya. Stało się to 2 lutego 1988 roku, a wyrok uprawomocnić miał się w dniu 17 lutego.
Farley wpadł w szał gdy dowiedział się, że ma zakaz zbliżania się do Black. Korzystając z tego, że zakaz nie uprawomocnił się i formalnie nie pozbawiał go równocześnie w tym czasie niektórych praw jak możliwość nabycia broni, zaczął kupować broń palną. Już wcześniej posiadał w domu wiele sztuk broni palnej, w tym strzelbę Mossberg 500 i karabinek Ruger na nabój .22 LR, a także ok. 3000 sztuk amunicji. W dniu 9 lutego wysłał specjalną przesyłkę do prawnika reprezentującego Black w sądzie – w paczce miały znajdować się rzekome dowody na to, że byli ze sobą w związku (Farley wielokrotnie powtarzał to kłamstwo, by uniknąć konsekwencji ze strony osób postronnych, które widziały jak nachodzi Black w miejscach publicznych). W paczce znajdowały się podrobione przez niego zdjęcia wyciętej z fotografii twarzy Laury wprawioną obok jego zdjęcia, a także posiadane przez niego adresy, a nawet niektóre jej osobiste rzeczy, które jej zabrał. Twierdził też, że razem zażywali narkotyki takie jak kokaina, którą podała mu Black. Jednakże te dowody bardzo szybko zostały zidentyfikowane jako kłamliwe. W związku z tym prawnik reprezentujący Laurę wykorzystał to przeciwko Richardowi.
Dzień przed planowaną rozprawą sądową, 16 lutego 1988 roku, Farley wynajął pojazd rekreacyjny i podjechał nim pod siedzibę firmy ESL w Sunnyvale w Kalifornii. Na rozprawie sądowej, po masakrze, mówił, że początkowo chciał poczekać aż Black wyjdzie z firmy i ją zaszantażować, by wycofała wniosek z sądu. Jeżeli by odmówiła, chciał wówczas popełnić samobójstwo na jej oczach. Stało się jednak inaczej i ok. 15:00 Farley załadował wszystkie sztuki zakupionej przez siebie niedawno broni (strzelbę Benelli Riot, karabin Ruger M-77 z celownikiem optycznym, strzelbę typu Mossberg, rewolwer Sentinel, rewolwer Smith & Wesson na nabój .357 Magnum, pistolet Browning BDA i pistolet Smith & Wesson na nabój 9mm) i wyposażył się w strój taktyczny. Posiadał też nóż, bomby dymne, nosił kamizelkę kuloodporną na jego kombinezonie, zatyczki na ochronę słuchu przed dźwiękiem strzałów i rękawiczki strzeleckie.
Posiadając przy sobie ok. 1000 sztuk amunicji, Farley ruszył w stronę budynku mijając przerażonych na jego widok przechodniów – otworzył ogień w stronę kilku z nich, zabijając jednego mężczyznę. Następnie przestrzelił szklane drzwi i, zmierzając w stronę biura Laury, strzelał w amoku do przypadkowo napotkanych pracowników. Wewnątrz budynku firmy ESL zastrzelił następnych 6 pracowników. Farley dotarł wkrótce do biura gdzie przebywała Black, która próbowała go namówić, by zaprzestał strzelać. Wystrzelił on jednak w jej stronę, ciężko ją raniąc. Myśląc, że Black nie żyje – Farley wyszedł z jej biura i udał się na dalsze szaleństwo z bronią, atakując niewinnych pracowników; Black przeżyła, ale jej ramię, w które została trafiona odzyskało sprawność jedynie częściowo.
Chwilę po pierwszych strzałach sprawcy na miejsce przybyły jednostki specjalne SWAT. Farley chodził przez korytarze budynku i w rozmowach z negocjatorami groził dalszym kontynuowaniem ataku jeśli wejdą do środka, trzymając służby w szachu. Ostatecznie, z budynku uciekło w tym czasie wielu pracowników (w tym Black, która odzyskała przytomność i uciekła ukrywając się w zaułkach biur przed Farleyem), a strzelec zażądał w tym czasie dostarczenia mu kanapki i drinka, w zamian za poddanie się służbom; żądanie zostało spełnione i sprawca poddał się. W wyniku strzelaniny zginęło 7 osób, a 4, w tym Black, zostały ranne. W czasie ataku Farley wystrzelił 98 razy.

## Ofiary

### Zabici
- Lawrence Kane (46 lat) z San Jose
- Wayne Williams (23 lata) z San Jose
- Ronald Doney (36 lat) z Manteca
- Joseph Silva (43 lata)
- Glenda Moritz (27 lat)
- Ronald Reed (26 lat)
- Helen Lamparter (49 lat) z Sunnyvale

### Ranni
- Laura Black
- Gregory Scott
- Richard Townsley
- Patty Marcott

## Po masakrze
Następnego dnia oficjalnie uprawomocnił się zakaz zbliżania się do Black przez Farleya. Ona sama przeżyła wcześniejszy zamach dokonany przez kolegę z pracy, ale była hospitalizowana przez 19 dni. Sprawca napisał jeszcze jeden list do Black z celi, twierdząc, że ostatecznie wygrała z nim.
Farley nie przyznawał się początkowo do winy, uważając, że chciał jedynie zwrócić na siebie uwagę, by zaimponować Laurze lub popełnić samobójstwo na jej oczach.
W 1991 roku Farley przyznał się do winy, a na początku 1992 roku został skazany na karę śmierci – obecnie przebywa w więzieniu stanowym San Quentin w Kalifornii gdzie oczekuje na wykonanie wyroku.

## W kulturze
W 1993 roku powstał film Osaczyć Laurę (ang. tytuł I Can Make You Love Me lub, w innych wersjach, Stalking Laura), który jest rekonstrukcją wydarzeń w dniu zamachu i go poprzedzających – w główne role wcielili się w nim Brooke Shields (jako Laura) i Richard Thomas (jako Farley).